# 圓鱗擬天竺鯛
圓鱗擬天竺鯛（学名：Pseudamia hayashii），又名大面側仔、大目側仔，为辐鳍鱼纲钩头鱼目天竺鯛科擬天竺鯛屬下的一个种，该物种分布于印度洋-太平洋海域，栖息深度为2米至64米，体长可达10公分。